# Paphiopedilum tigrinum
Paphiopedilum tigrinum là một loài thực vật thuộc họ Orchidaceae. Đây là loài đặc hữu của phía tây Vân Nam (Trung Quốc).
Một dạng riêng biệt đã được đặt tên vào năm 2005, ban đầu nó được coi như một loài riêng:
- Paphiopedilum tigrinum f. smaragdinum (Z.J.Liu & S.C.Chen) O.Gruss